# Radomyšlský rajón
Radomyšlský rajón (ukrajinsky Радомишльський район) byl rajón v Žytomyrské oblasti na Ukrajině. Hlavním městem byl Radomyšl a rajón měl přibližně 37 tisíc obyvatel. 

## Sídla v rajónu
- Bila Krynycja
- Horodok
- Radomyšl